# Titanosaur
Titanosaurerne (Titanosauria) var en mangeartet gruppe af dinosaurer blandt sauropoderne. Det var de sidste overlevende langhals-sauropoder med arter der levede helt frem til den begivenhed der udryddede dinosaurerne i kridttiden. Gruppen inkluderer de største landlevende dyr der nogensinde har eksisteret, såsom Patagotitan— med en estimeret længde på omkring 37 m og en vægt på 69 tons — og de nogenlunde lige så store Argentinosaurus og Puertasaurus, også fra Patagonien. Gruppens navne stammer fra de mytologiske titaner i antikkens Grækenland, via slægtsnavnet Titanosaurus (der nu betragtes som nomen dubium). Sammen med Brachiosauridae (fx Brachiosaurus) og beslægtede arter udgør titanosaurerne størstedelen af gruppen Titanosauriformes.

## Føde
Fossileret afføring fra titanosaurer fra slutningen af kridttiden har afsløret fytolitter, forstenede plantefragmenter, der indikerer at disse øgler har levet af en varieret, ikke-selektiv kost af planter. Udover planterester som cykas og nåletræer, som det blev fundet i et forskningsprojekt fra 2005, blev det afsløret at det indeholdt en uventet stor mængde enkimbladede planter, inklusive forgængerne for ris og bambus, hvilket har givet bidraget til teorier om at planteædende dinosaurer og græsser var del af en co-evolution.

## Udstillinger
- Field Museum of Natural History, Chicago, har et permanent udstillet ægte skelet af en ung Rapetosaurus fra Madagascar, og en 2,0 m lang lårbensknogle fra Argyrosaurus som stammer fra Argentina.
- American Museum of Natural History har en permanent udstilling af et skelet på 73 m. Dette eksemplar tilhører en af de størst kendte dinosaurer, Patagotitan.[3][4]
- Naturmuseum Senckenberg i Tyskland har udstillet en Argentinosaurus huinculensis
- Royal Ontario Museum, Toronto, Canada har udstillet en Futalongkosaurus